# Vlasta Dvořáčková
Vlasta Dvořáčková (27. února 1924 Žďár nad Sázavou – 14. března 2018 Praha) byla česká redaktorka, básnířka, dramatička a překladatelka z polštiny, němčiny a angličtiny a za jazykové spolupráce i z bulharštiny.

## Život
Narodila se v rodině krejčího. V letech 1937–1943 navštěvovala reálné gymnázium v tehdejším Německém Brodě (dnes Havlíčkův Brod). Po maturitě pracovala do roku 1945 jako písařka Okresního spolku zemědělství a lesnictví v Novém Městě na Moravě a pak v letech 1945–1949 vystudovala češtinu a polštinu na Filozofické fakultě Univerzity Karlovy. Studium zakončila roku 1952 získáním titulu PhDr. na základě disertace František Kvapil, básník a překladatel.
Od roku 1950 byla jazykovou redaktorkou v nakladatelství Práce. V roce 1952 se stala redaktorkou polské literatury v nově ustaveném Státním nakladatelství krásné literatury, hudby a umění (od 1965 s názvem Odeon) a od roku 1954 byla ve svobodném povolání. Roku 1965 se vrátila do Odeonu, kde se zabývala německou a anglickou literaturou a později se stala odpovědnou redaktorkou polské literatury. Roku 1969 odešla do důchodu.

## Dílo
Jako básnířka debutovala roku 1948 v časopise pro dětské čtenáře Mateřídouška, v druhé polovině padesátých let patřila k literární skupině Květen soustředěné podle stejnojmenného časopisu. Dále přispívala do literárních a kulturních periodik, například do Literárních novin, Kultury, Hosta do domu, Nového života, Plamene, Divadla, Orientace, Slovanského přehledu a do dalších. Do roku 1969 spolupracovala s časopisem Světová literatura. Spolupracovala také s Československým rozhlasem, pro který napsala řadu rozhlasových her, a jako scenáristka s Československou televizí.
Její básnická tvorba vychází z programu „poezie všedního dne“, se kterým vystoupila skupina básníků kolem časopisu Květen. Vyznačuje se minimem poetizace, její volný verš je nemelodický a šetří metaforami. Její básně se vyznačují mravním akcentem, který místy nabývá až podoby satiry. Teprve v pozdějších sbírkách  se objevují intimní city autorky,  která vedle krásy vyjadřuje také zklamání, bolest a samotu.
Bohatá je také její činnost překladatelská. Nejvýznamnější jsou její překlady předních soudobých polských básníků, prózu překládala z němčiny a angličtiny (hlavně detektivky v 90. Letech) a za spolupráce jazykových odborníků také bulharskou poezii.

## Ocenění
Roku 2009 se stala nositelkou Ceny Josefa Jungmanna od Obce překladatelů za překlad básní laureátky Nobelovy ceny za literaturu Wisławy Szymborské Okamžik. Dvojtečka. Tady a roku 2011 obdržela cenu polského Knižního institutu Książki Transatlantyk jako významný popularizátor polské poezie v České republice.

## Výběrová bibliografie

### Básnické sbírky
- Větrný den (1957), lyrické básně (dojmy z přírody, osobní smutky i radosti, láska, rodinný život).
- Jen galerie (1959), básně inspirované malířskými portréty.
- Mezi chodci 1962), básně zachycující dojmy ze skutečných i pomyslných setkání s lidmi-chodci v nejrozmanitějších životních a dobových prostředích
- Čistá řeka (1962), tři rozsáhlejší básně s náměty z naší současnosti.
- Hvízdání na prsty (1964), sbírka obrazově složitých a myšlenkově náročných veršů.
- Nechat odjet prám (1968), sbírka veršů, v nichž autorka na pozadí přírodních obrazů a zejména obrazů vytěžených z vody vyslovuje životní zkušenosti.
- Uletělo čapí pero (1969), zpěvné verše pro děti.
- Chyťte si skřítka (1974), básně pro děti.
- Na pasece v modrém kvítku (1994), básně pro děti.
- Deset trpaslíků (2004), básně pro děti.
- Vždycky přece někde (2011), básnická sbírka inspirovaná přírodou a lidskými pocity.
- Kdo v slunci chodí (2015), výbor z veršů.[2]

### Rozhlasové hry
- Špička jehly (1975).
- Zelený svět (1978).
- Ctnost české šlechtičny (1980).
- Kyselé jablko (1982).
- Zvláštní nota (1984).[2]

### Dramatizace pro rozhlas
- Agatha Christie: Záhada španělského šálu (1993).
- Selma Lagerlöfová: Myš (1994).
- Selma Lagerlöfová: Jezdecký bič (1995).
- Agatha Christie: Slavičí hnízdo (1995).
- Agatha Christie: Není kouře bez ohýnku (1995).
- Dorothy L. Sayersová: Podezření (1996).
- Edgar  Wallace: Zločinecký mozek (1996).[2]

### Televizní scénáře
- Dům, který prošel dveřmi (1975), televizní film, režie Anna Procházková.
- Povídky Svatopluka Čecha (1976), televizní film, režie Anna Procházková, jde o povídky Svatopluka Čecha Mluvící kapr a Losos mého pradědečka.[5]

## Překlady

### Překlady z polštiny
- 1950 = Józef Bok: Na Uralu.
- 1951 – Marian Brandys: Italská setkání.
- 1952 - Józef Ignacy Kraszewski: Stará báje.
- 1953 – Marian Brandys: Příběh začíná.
- 1955 - Kazimierz Koźniewski: Pětka z Barské ulice.
- 1957 - Helena Bobińská: Pomsta rodu Kabunauri.
- 1958 - Maria Konopnicka: Na fujarce.
- 1958 - Tadeusz Różewicz: Uprostřed života.
- 1959 - Stefan Żeromski: Rozklovou nás krkavci a vrány, společně Helenou Teigovou.
- 1961 - Eliza Orzeszkowa: Vědma.
- 1962 - Tadeusz Różewicz: Rozhovor.
- 1964 - Tadeusz Różewicz: V nejkrásnějším městě světa.
- 1964 - Jan Brzechwa: Kašpařice, společně s Janem Pilařem.
- 1965 - Jan Brzechwa: Kašpárkovy proměny in Polské hrátky se zvířátky.
- 1965 - Tadeusz Różewicz: Směšný stařeček.
- 1965 - Wisława Szymborská: Sůl.
- 1965 - Zbigniew Herbert: Studium předmětu, společně s Miroslavem Holubem.
- 1965 – Henryk Sienkiewicz: Pan Wołodyjowski.
- 1967 - Kazimierz Brandys: Dopisy paní Z.
- 1967 - Bruno Schulz: Jaro in Deset polských novel.
- 1967 - Jarosław Iwaszkiewicz: Čest a sláva.
- 1972 - Tadeusz Różewicz: Smrt v starých kulisách.
- 1972 - Polský kreslený humor, kresby vybrala Grażyna Hartwigová.
- 1974 - Stefan Żeromski: Vítr od moře.
- 1977 - Edward Redliński: Konopička; Vzestup.
- 1979 - Jadwiga Dackiewiczová: Napoleonovi synové.
- 1981 - Maria Pawlikowska-Jasnorzewska: Profil bílé dámy.
- 1981 - Władysław Terlecki: Černý román.
- 1982 – Wanda Chotomská: Leonek a lev.
- 1983 - Tadeusz Różewicz: Hry.
- 1983 - Jan Andrzej Morsztyn: Divy lásky.
- 1983 - Sławomir Łubiński: Balada o Januškovi]].
- 1985 - Wisława Szymborská: V Hérakleitově řece.
- 1986 - Paní pána zabila, výbor z polských balad.
- 1986 - Krystyna Boglarová:  Nehlaď kočku proti srsti'.
- 1989 - Józef Czechowicz: Zaklínání kamene.
- 1990 – Czesław Miłosz: Mapa času, společně s Ivetou Mikešovou a Václavem Burianem.
- 1991 - Zbigniew Herbert: Poslání pana Cogito, společně Miroslavem Červenkou.
- 1992 - Tadeusz Różewicz: Bílé manželství.
- 1994 - Zbigniew Herbert: Jeskyně filozofů, společně s Irenou Lexovou.
- 1994 - Janusz Głowacki: Antigona v New Yorku.
- 1995 - Tadeusz Różewicz: Jak světlo pavučinou.
- 1996 - Renata Putzlacher: Markéta hledá Mistram společně s Erichem Sojkou.
- 1997 - Wisława Szymborská: Konec a počátek.
- 1998 – Adam Mickiewicz: Balady a romance.
- 1998 - Adam Michnik: Sokratův stín, spolupřekladatelka.
- 2000 - Zbigniew Herbert: Epilog bouře, společně s Miroslavem Červenkou a Miroslavem Holubem.
- 2003 - Renata Putzlacher: Mezi řádky, společně s Jaroslavem Boučkem, Liborem Martínkem, Erichem Sojkou a Jindřichem Zogatou.
- 2004 - Tadeusz Różewicz: Mezi apokalypsou a-.
- 2005 - Bolesław Leśmian: Rostla višeň na královském sadě.
- 2009 - Wisława Szymborská: Okamžik; Dvojtečka; Tady.
- 2010 – Adam Mickiewicz: Sonety milostné.
- 2012 - Anna Świrszczyńska: Jsem ženská.
- 2013 – Zahrada, ale nevypletá, verše básníků polského baroka.

### Překlady z němčiny
- 1970 - Karel May: Pouští, pod pseudonymem František Dušek.
- 1977 – Karel May: Mahdí.

### Překlady z angličtiny
- 1972 - Agatha Christie: Není kouře bez ohýnku in Třikrát slečna Marplová.
- 1972 – Virginia Woolfová: Paní Dallowayová.
- 1982 - Francis Scott Fitzgerald: Takový pěkný pár a jiné povídky.
- 1995 – Raymond Chandler: Vyděrači nestřílejí, společně s Františkem Jungwirthem a Jaroslavem Boučkem.
- 1995 - Raymond Chandler: Práskač, společně s Jaroslavem Boučkem.
- 1995 - Raymond Chandler: Najděte to děvče in Poslední případ Phila Marlowa.
- 1996 - Raymond Chandler: Na horách se nevraždí, společně s Jaroslavem Boučkem.
- 1996 – Erle Stanley Gardner: Případ falešné staré panny.
- 1996 – Mary Westmacott (Agatha Christie): Břímě.
- 1997 – Mary Westmacott (Agatha Christie):: Já nebyl u tebe, když přicházelo jaro.
- 1998 - Patrick Quentin: Stín viny.
- 2001 - Arthur Rubinstein: Moje mladá léta.
- 2003 - Arthur Rubinstein: Moje mnohá léta.
- 2003 - Raymond Chandler: Maléry jsou můj denní chleba, společně s Františkem Jungwirthem a Tomášem Korbařem.
- 2008 - Raymond Chandler: Muž, který měl rád psy.
- 2016 - Francis Scott Fitzgerald: Bláznivá nedělě a jiné povídky, společně s Alenou Jindrovou-Špilarovou, Lubomírem Dorůžkou a Zdeňkem Urbánkem.
- 2017 - Francis Scott Fitzgerald: Podivuhodný případ Benjamina Buttona  a jiné povídky, společně s Miroslavem Jindrou.

### Překlady z bulharštiny
- 1983 - Bulharská poezie 20. století, spolupřekladatelka.[2]